# Hans Wilhelm Cederfeld de Simonsen
Hans Wilhelm Cederfeld de Simonsen (10. juli 1777 på Erholm – 5. maj 1836 i Odense) var en dansk godsejer og stiftamtmand, fader til Christian Cederfeld de Simonsen.
Hans fader var kammerjunker Lorentz Christian Ernst Cederfeld de Simonsen, der 1776 havde ægtet Anne Sophie Simonsen og derved opfyldt betingelsen for at tiltræde besiddelsen af Stamhuset Erholm og Søndergårde. Han blev student 1794 (privat dimitteret), juridisk kandidat og auskultant i Rentekammeret 1798, kammerjunker 1802, amtmand over Listers og Mandals Amter 20. december 1805, stiftamtmand over Christianssands Stift samt amtmand over Nedenæs og Råbygdelagets Amter 7. maj 1810, kammerherre samme år, stiftamtmand over Lolland-Falsters Stift samt amtmand over Maribo Amt 26. november 1811 og samme år (28. januar) Ridder af Dannebrog og endelig 12. april 1814 stiftamtmand over Fyens Stift samt amtmand over Odense Amt, i hvilke embeder han døde 5. maj 1836. 1. august 1829 blev han Dannebrogsmand. Cederfeld de Simonsen var blandt de i 1832 til overvejelse om stænderindretningen indkaldte oplyste mænd. 1822 havde han efterfulgt sin fader i besiddelsen af ovennævnte stamhus.
Han blev gift 13. august 1814 på Borreby med Elisabeth Castenschiold (30. marts 1792 på Borreby – 4. september 1883 i København), datter af generalløjtnant Joachim Castenschiold til Borreby.